# Soumbeïla Diakité
Soumbeïla Diakité (Bamako, 25 de agosto de 1984) é um futebolista profissional malinês que atua como goleiro.

## Carreira
Soumbeïla Diakité jogou praticamente toda sua carreira no futebol de Mali, atuando pelo Stade Malien. No ano de 2014 se transferiu pra o futebol iraniano, indo atuar no Esteghlal Khuzestan Football Club.
Pela seleção nacional fez parte de diversos elencos como os Jogos Olimpicos de 2004, e Copa Africanas de Nações de 2008, 2010, 2012, 2013, 2015 e 2017.

## Títulos
Mali
- Campeonato Africano das Nações: 2013 - 2º Lugar